# Nicómaco de Gerasa

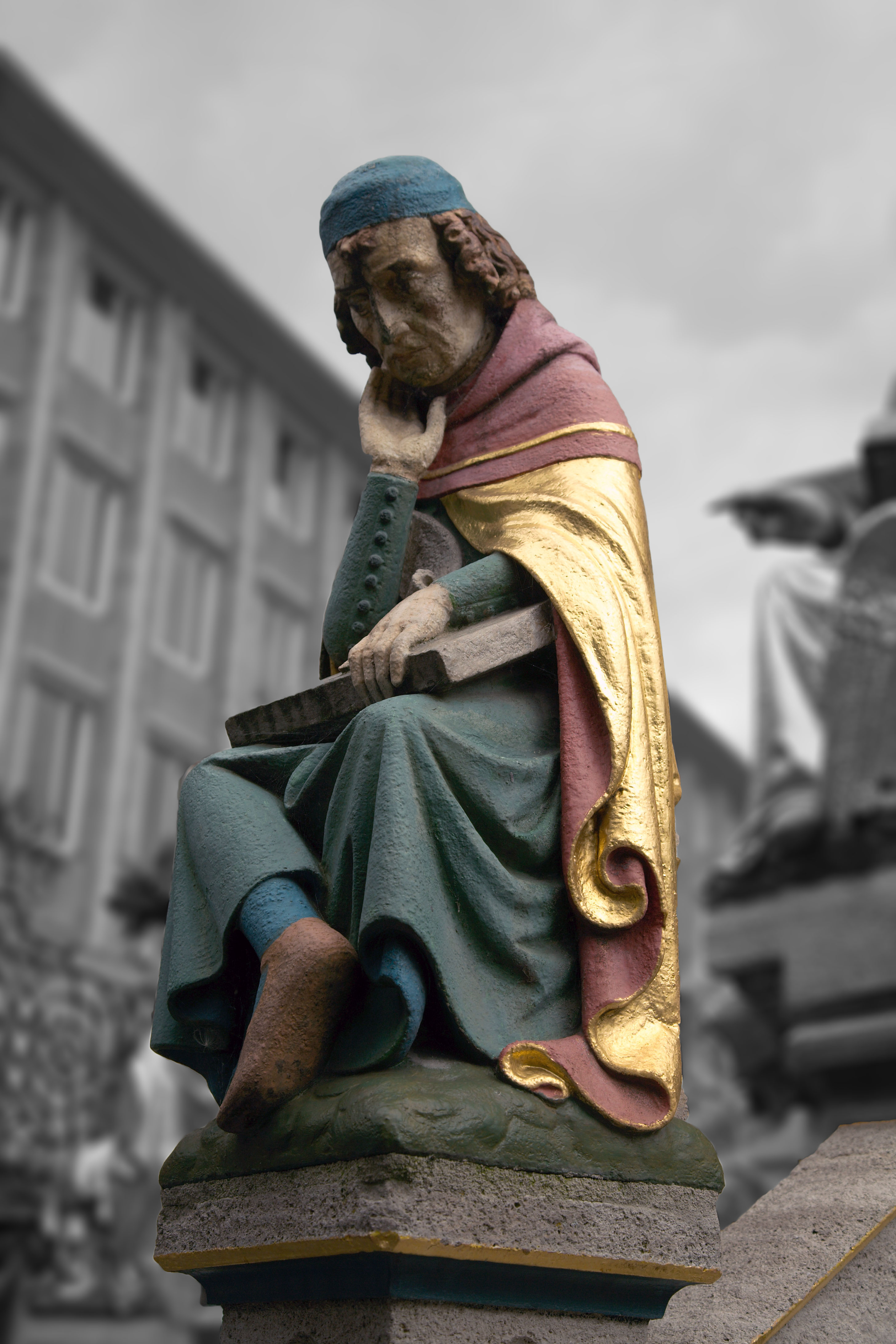
Estatua de Nicómaco.
Monumento Schöner Brunnen (Núremberg).

Nicómaco de Gerasa (en griego, Νικόμαχος, en latín Nicomachus, ca. 100 d. C., Gerasa, actualmente Jerash, en Jordania), fue un filósofo y matemático neopitagórico. Autor de la obra de gran influencia Introducción a la aritmética (Arithmetike eisagoge), un tratado en donde aborda la teoría de números. El tratado se constituyó en manual de base de las escuelas platónicas; traducido en varias ocasiones, fue considerado una autoridad durante diez siglos. 
Poco se sabe de la vida de Nicómaco con certeza, excepto que venía de Gerasa y que era pitagórico. La época en que vivió se infiere indirectamente por citaciones, tanto de Nicómaco mismo —cita a Trasilo de Mendés, que muere en el 36 d. C.— como de otros autores, como Apuleyo traduce Introducción a la Aritmética al latín en el siglo II.

## Filosofía y obra
La obra de Nicómaco es una observación de las propiedades de los números, y permite comprender mejor la filosofía de Pitágoras y de Platón en el dominio de las matemáticas. Nicómaco reconoce cuatro «métodos científicos» o «ciencias hermanas»: la aritmética, la música, la geometría y la astronomía. Dice de la aritmética: «que preexiste a las otras en la mente del dios artesano».
- Introducción a la aritmética (Arithmetike eisagoge, del griego Ἀριθμητικὴ εἰσαγωγή) es el primer trabajo en donde se trata la Aritmética de forma separada a la Geometría. En él, Nicómaco estudia los números y sus propiedades tanto metafísicas: cualidad, cantidad, forma, tamaño, etc., como matemáticas: define los números pares e impares, los primos y los compuestos, los números perfectos y los números amigables.

Contrariamente a Euclides, Nicómaco no ofrece demostraciones abstractas de sus teoremas, sino que se limita a enunciarlos e ilustrarlos con ayuda de ejemplos numéricos. Muchos de los resultados descritos en la Introducción habían sido enunciados anteriormente por Euclides, pero de forma geométrica. Algunos otros, son directamente falsos. Una versión en latín de la Arithmētikē -perdida- fue traducida por Lucius Apuleius (c. 124–170); otra versión de Ancius Boethius (c. 470–524) sobrevivió y fue utilizada en las escuelas hasta el Renacimiento.
- Harmonicum enchiridium (Manual de armónicos, gr. Ἐγχειρίδιον ἁρμονικῆς) es el primer tratado importante sobre teoría musical. En él, Nicómaco ahonda en la relación entre la música y el ordenamiento del universo vía la armonía de las esferas; su interpretación sobre las relaciones entre el oído y la voz para la comprensión musical, une las visiones antagónicas de Aristóxeno y Pitágoras. Nicómaco relata la leyenda de Pitágoras al descubrir los «tonos armoniosos» provenientes del sonido que hacían unos martillos (hoy conocidos como los martillos de Pitágoras).[3] Adicionalmente al Manual, sobreviven diez extractos de lo que parece haber sido originalmente un trabajo aún más sustancial en música.

### Escritos perdidos
- Arte de la aritmética, (gr. Τέχνη ἀριθμητική). Un trabajo mayor en aritmética, mencionado por Focio.
- Un trabajo mayor en música, promovido por Nicómaco mismo en sus comentarios a Arquímedes.
- Una Introducción a la geometría, referido por Nicómaco mismo.[4]
- Teología de la aritmética (gr. Θεολογούμενα ἀριθμητικῆς), sobre las propiedades místicas que los pitagóricos atribuían a los números, en dos libros (mencionados por Focio), del que solo quedan algunos fragmentos. Un trabajo similar con el mismo título, debido a Jámblico, fue escrito dos siglos más tarde y contiene gran parte del material de Nicómaco copiado o parafraseado.
- Una Vida de Pitágoras. Nicómaco es una de las principales fuentes citada tanto por Porfirio como por Jámblico en sus respectivas Vidas de Pitágoras.